# Charlotte von Königswarter

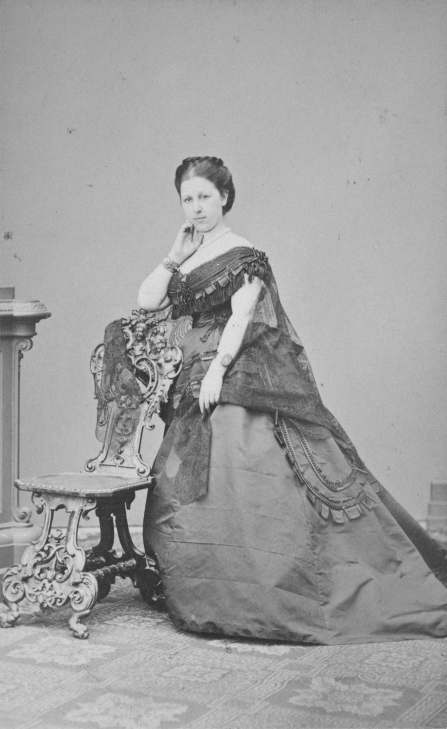
Charlotte von Königswarter (Fotografie von Ludwig Angerer)

Charlotte Freifrau von Königswarter (geb. 2. Dezember 1841 als Charlotte Edle von Wertheimstein in Wien; gest. 13. März 1929 ebenda) war eine österreichisch-jüdische Vereinsfunktionärin und Philanthropin. Für ihr humanistisches Engagement wurde ihr 1898 der Elisabeth-Orden 2. Klasse verliehen.

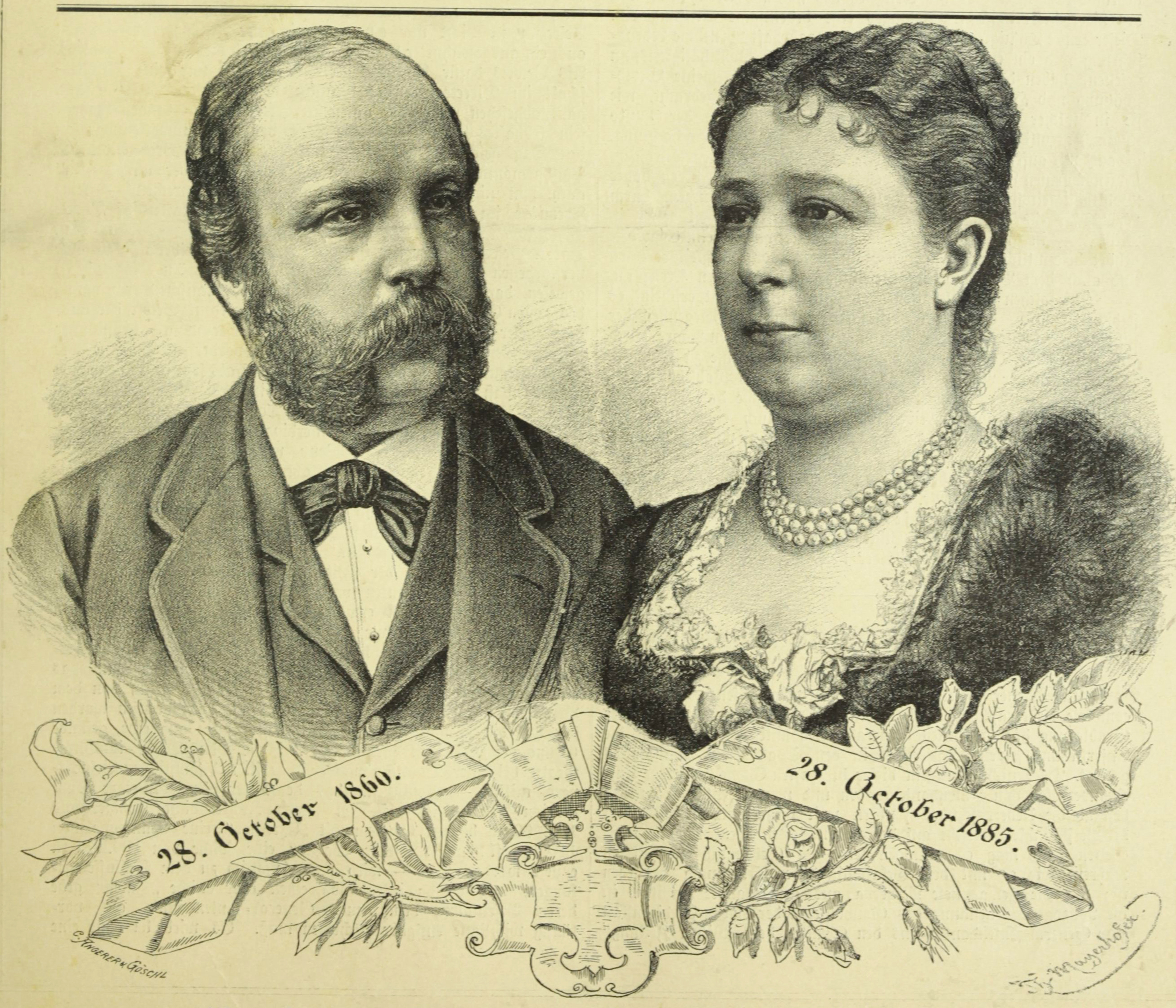
Porträt von Charlotte und Moriz von Königswarter anlässlich ihrer Silbernen Hochzeit (1885)

## Leben
Charlotte von Königswarter wurde am 2. Dezember 1841 als Tochter von Heinrich Herz (1799–1859) und Leonie (Luise) Edle von Wertheimstein (geb. Biedermann, 1813–1890) geboren. Ihre Familie stammte vom kaiserlichen Hoffaktor und Oberrabbiner Samson Wertheimer ab und gehörte dem jüdischen Wiener Bürgertum an. Mütterlicherseits war sie zudem eine Enkelin von Michael Lazar Biedermann.
Selbst aus einer einflussreichen und wohlhabenden Familie stammend, heiratete sie im Oktober 1860 den jüdischen Bankier und Großhändler Moriz Freiherr von Königswarter (1837–1893), der die Wiener Israelitisch-Theologische Lehranstalt mitbegründete und auch als Kunstsammler bekannt war. Aus der Ehe gingen die drei Söhne Heinrich (1861–1931), Hermann (1864–1915) und Wilhelm Carl (1866–1927) sowie die Tochter Josefine (1870–1929, spätere Ehefrau von Maximilian Paul-Schiff) hervor.
Wie es nicht unüblich für ihre gesellschaftliche Stellung war, engagierte sich Charlotte von Königswarter in der Wohlfahrt. Sie war 55 Jahre lang Präsidentin des Israelitischen Frauen-Wohltätigkeitsvereins (IFWV) in Wien und leitete, gemeinsam mit Rosa Zifferer, den 1898 gegründeten Verband zur Unterstützung armer israelitischer Wöchnerinnen, einen Zusammenschluss traditioneller jüdischer Frauenwohltätigkeitsvereine. Während des Ersten Weltkriegs war sie im Vorstand des karitativen Verbandes Weibliche Fürsorge, der u. a. von Regine Ulmann, Anitta Müller-Cohen und Sophie Grünfeld initiiert wurde.

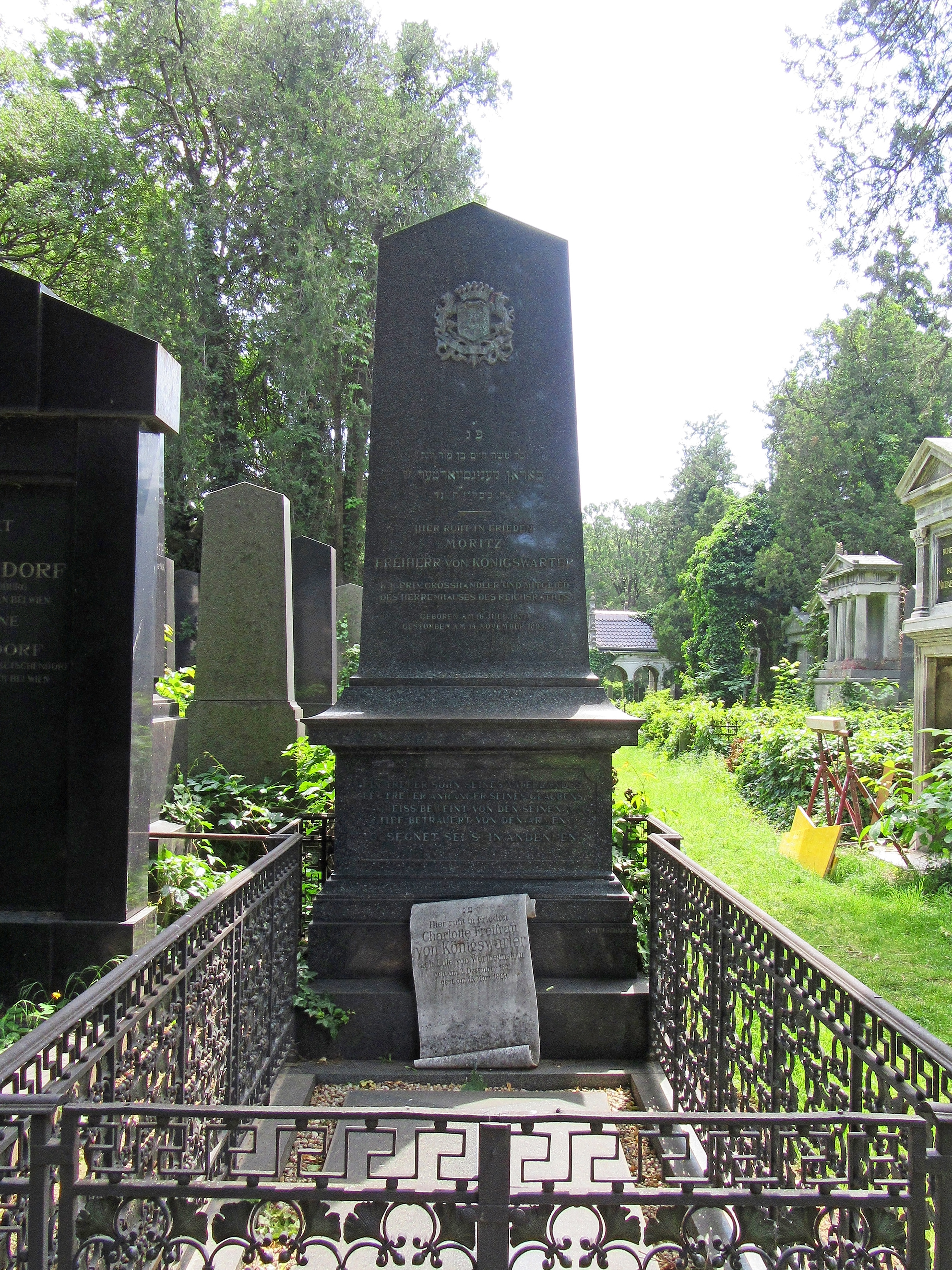
Grab von Charlotte und Moritz von Königswarter im alten Israelitischen Teil des Wiener Zentralfriedhofes

Neben ihrem wohltätigen Engagement für Frauen, setzte sich Charlotte von Königswarter auch im Bereich der Kinder- und Jugendhilfe sowie in der Flüchtlingshilfe ein. Sie leitete die Israelitische Kinderbewahranstalt, zu deren Vorstand sie fast 60 Jahre zählte, war Ehrenpräsidentin des Israelitischen Mädchenwaisenhauses in Unterdöbling und Großspenderin des Theresien-Kreuzer-Vereins zur Unterstützung armer israelitischer Schulkinder. Königswarter gehörte auch einem Komitee jüdischer Wiener Damen an, die sich für jüdische Flüchtlinge aus dem Osten einsetzten. Unter der Vorsitzenden Baronin Sophie von Todesco wurden für die Betroffenen der Pogrome in den 1880er Jahren in Rumänien Geld und Kleider gesammelt.
Darüber hinaus war Charlotte von Königswarter Vizepräsidentin der Gesellschaft vom Roten Kreuz, Kuratorin des Rudolfinerhauses und eine bekannte Förderin von Literatur und Wissenschaft. Für ihr humanistisches Engagement wurde ihr 1898 der Elisabeth-Orden 2. Klasse verliehen.
Charlotte von Königswarter starb am 13. März 1929 und wurde auf dem Wiener Zentralfriedhof (Tor 1, Gruppe 5b, Reihe 1, Nr. 7) nebst ihrem Gatten bestattet.

## Auszeichnung
- 1898 Elisabeth-Orden 2. Klasse

## Publikation
- Zur Erinnerung an Chanuka in Wien im Kriegsjahr 1914. Weibliche Fürsorge/Dr. Alfred Stern, Wien 1914.